# Onur, Hayrat
Onur là một xã thuộc huyện Hayrat, tỉnh Trabzon, Thổ Nhĩ Kỳ. Dân số thời điểm năm 2011 là 46 người.